# Różanki (województwo warmińsko-mazurskie)
Różanki – osada w Polsce położona w województwie warmińsko-mazurskim, w powiecie iławskim, w gminie Susz.
W latach 1975–1998 miejscowość położona była w województwie elbląskim.